# تپه شاه ولی
تپه شاه ولی مربوط به دوران‌های تاریخی پس از اسلام است و در شهرستان کرمانشاه، بخش ماهیدشت، دهستان چغانرگس، ۶۰۰ متری شرق روستای سرتپه واقع شده و این اثر در تاریخ ۲۷ اسفند ۱۳۸۶ با شمارهٔ ثبت ۲۲۳۱۳ به‌عنوان یکی از آثار ملی ایران به ثبت رسیده است.